# Suikersoep

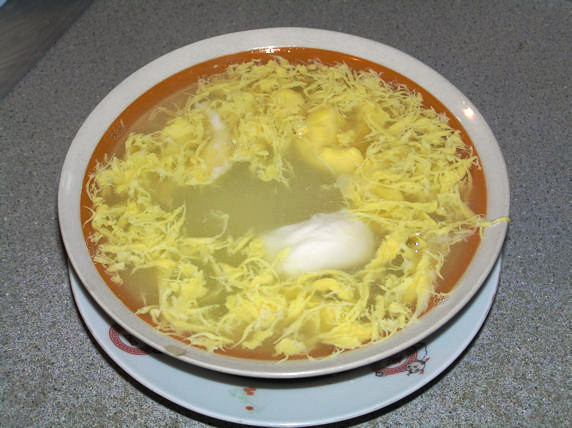
eierensuikersoep

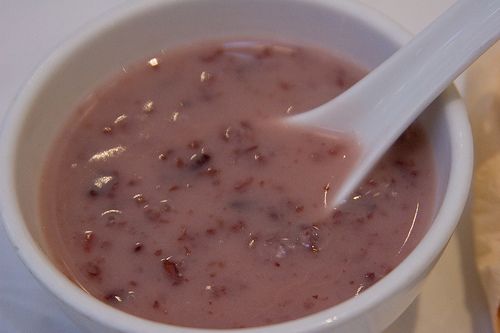
rode bonensuikersoep

Suikersoep is het bekendste Chinese soep-dessert. Het wordt in grote Chinese restaurants vooral 's avonds geserveerd  als nagerecht. Men kan dan meestal kiezen tussen suikersoep of vers fruit. Tijdens dongzhi kookt men suikersoep om daarin de tangyuan te koken. De hoofdingrediënten van de soep zijn repen ruwe bruine suiker en water. In Kantonese dialecten en andere dialecten uit zuidelijk China noemen suikersoep 糖水. Terwijl de noordelijke Chinezen het 甜湯 noemen.
In Vietnam komt een suikersoep voor die ze Chè noemen.

## Bekende varianten van suikersoep
| naam                      | traditioneel Chinees | beschrijving                                                                            |
| ------------------------- | -------------------- | --------------------------------------------------------------------------------------- |
| zwarte sesamsoep          | 芝麻糊               |                                                                                         |
| Doufuhua/Douhua           | 豆花, 豆腐花         | Pudding gemaakt van tofoe.                                                              |
| eierensuikersoep          | 雞蛋糖水             | Populair in Hongkong en zuidelijk China.                                                |
| gefen                     | 葛粉                 | Kudzusoep                                                                               |
| guilinggao                | 龜苓膏               | Bevat het vlees van de zeer zeldzame driestreep waterdoosschildpad (Cuora trifasciata). |
| Hashima                   | 哈士蟆, 雪蛤         |                                                                                         |
| rode bonensuikersoep      | 紅豆湯, 紅豆沙       |                                                                                         |
| tapiocapudding            | 西米露               | Nagerecht gemaakt van balletjes tapioca, kokosnoot en melk.                             |
| rode bonensuikersoep      | 綠豆湯, 綠豆沙       | Bevat mungbonen.                                                                        |
| zes smaken                | 六味                 |                                                                                         |
| pindasuikersoep           | 花生糊               |                                                                                         |
| gestoomde eicustard       | 燉蛋                 |                                                                                         |
| gestoomde melkcustard     | 燉奶                 |                                                                                         |
| zoete aardappelsuikersoep | 番薯糖水             |                                                                                         |
| amandelsuikersoep         | 杏仁糊               |                                                                                         |
| walnootsuikersoep         |                      |                                                                                         |